# Dekanat Olsztyn Południe
Dekanat Olsztyn Południe – jeden z 21 dekanatów w rzymskokatolickiej archidiecezji warmińskiej.

## Parafie
W skład dekanatu wchodzi 9 parafii:
- parafia św. Jana Apostoła i Ewangelisty – Bartąg
- parafia św. Łukasza Ewangelisty – Bartążek
- parafia Znalezienia Krzyża Świętego – Klebark Wielki
- parafia św. Walentego – Klewki
- parafia bł. Stefana Wyszyńskiego – Olsztyn
- parafia Bogarodzicy Dziewicy Matki Kościoła – Olsztyn
- parafia Miłosierdzia Bożego – Olsztyn
- parafia Najświętszej Maryi Panny Fatimskiej – Olsztyn
- parafia św. Mateusza – Olsztyn

## Historia
Do 15 września 2022 roku w skład dekanatu wchodziło 9 parafii:
- parafia Podwyższenia Krzyża Świętego – Kanigowo
- parafia Niepokalanego Serca Maryi Panny – Łyna
- Parafia św. Wawrzyńca – Muszaki
- Parafia Najświętszej Maryi Panny Królowej Polski – Napiwoda
- Parafia bł. Bolesławy Lament – Nidzica
- Parafia Miłosierdzia Bożego – Nidzica
- Parafia Niepokalanego Poczęcia Najświętszej Maryi Panny i Św. Wojciecha – Nidzica

## Sąsiednie dekanaty
Dzierzgowo (diec. płocka), Nidzica, Olsztynek, Szczytno